# Laminaria
Laminaria is een geslacht van bruinwieren uit de orde Laminariales. De soorten vormen uitgestrekte kelpbossen aan de kusten van de Noord- en Zuid-Atlantische Oceaan en de Noordelijke Stille Oceaan. Ze worden economisch gebruikt om alginaat te verkrijgen. 
In 2007 koos de afdeling Fycologie van de Deutsche Botanische Gesellschaft het geslacht Laminaria als eerste alg van het jaar. Het geslacht Laminaria werd in 1813 opgericht door Jean Vincent Félix Lamouroux (In: Essai sur les genres de la famille des thalassiophytes non articulées. Annales du Muséum d'Histoire Naturelle, Parijs 20: p. 40). Laminaria digitata (Hudson) J.V. Lamouroux werd geïdentificeerd als de typesoort (lectotype). Het geslacht Laminaria behoort tot de familie Laminariaceae in de orde van de Laminariales. Guiry in Algaebase (2012) noemt 24 geaccepteerde soorten.

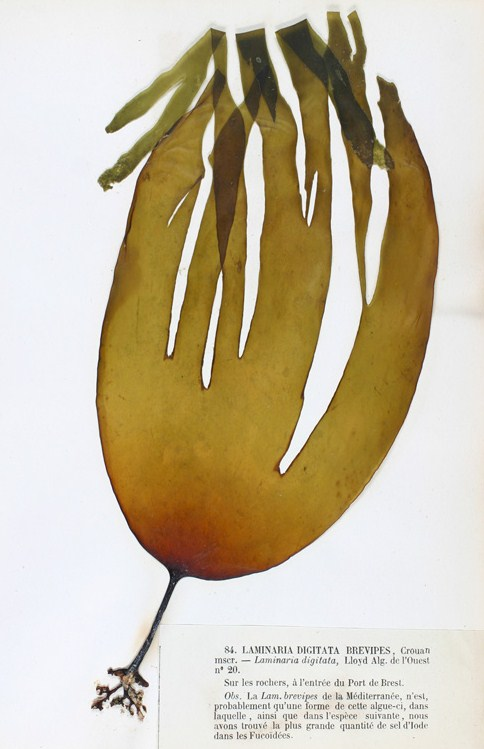
Laminaria digitata.

## Kenmerken
Laminariasoorten zijn meerjarige zeewieren van meer dan een meter hoog en kunnen een leeftijd bereiken van 2 tot 18 jaar. Ze zijn onderverdeeld in een aanhechtingsorgaan (rizoïde), een stengel (cauloïde) en een bladachtig oppervlak (fylloïde). 
Het aanhechtingsorgaan is gewoonlijk vertakt, zeldzamer schijfvormig (bij L. solleidula en L. yezoensis) of wortelstokachtig (bij L. sinclairii en L. rodriguezii). 
De cauloïde, die in doorsnede rond of afgeplat is, kan van binnen gevuld zijn met merg of hol. Bij sommige soorten zijn jaarringen in de cauloïde te zien. 
De fylloïde is ofwel geheel en ontwikkeld (sectie Simplices) of heeft een duidelijke centrale streng (sectie Fasciatae) of is onvolledig gedeeld in vingervormige segmenten (sectie Digitatae). Het bladoppervlak is overwegend glad, soms met een uitpuilend, blazen of gebobbeld oppervlak en heeft noch een centrale ribbe of langsribben.

### Bladwisseling
De bebladering wordt elk jaar vernieuwd vanaf de voet. Al in de winter worden de reservestoffen, die in het oude blad zijn opgeslagen, naar de groeizone bij de overgang naar de cauloïde verplaatst. Bij toenemend licht groeit daar in het voorjaar een nieuwe fylloïde, waaraan het blad van het voorgaande jaar aanvankelijk nog vastzit. Bij sommige soorten valt het oude blad in zijn geheel af, bij andere degenereert het geleidelijk aan de uiteinden.

### Weefseltypen
De sporofyten van Laminaria hebben verschillende gedifferentieerde weefsels: een centraal medulla (afwezig in het adhesieve orgaan), een parenchymatische schors (cortex) en het buitenste meristoderm, dat zowel fotosynthetisch actief is als ook de functie heeft van een educatief weefsel (meristeem). Echte geleidingsbundels (zeefbuizen) waarin de fotosyntheseproducten worden getransporteerd, lopen in het merg. In de cortex van de cauloïde en fylloïde bevinden zich verknoopte slijmkanalen, die bij sommige soorten uitmonden in secretiecellen op het oppervlak.

### Chromosoomnummer
Het aantal chromosomen is n = 22 tot n = 31.

### Ontwikkelingscyclus
Laminaria laat een generatiewisseling zien met twee heel verschillende generaties. Het zichtbare zeewier is de diploïde sporofyt. In de herfst en winter worden de buisvormige sporangia aan weerszijden van de fylloïden gevormd op onregelmatige, donkere plekken (sori), waarin door meiose 32 beweeglijke zoösporen ontstaan. Deze hebben een enkele plastide en hebben geen oogvlek of zwelling op de flagellen.
De zoösporen vestigen zich en groeien uit tot microscopisch kleine haploïde gametofyten, die bestaan uit enkele cellen of vertakte celdraden. De vorming van de gameten wordt in gang gezet door blauw licht. Temperaturen die te hoog of te laag zijn en een gebrek aan voedingsstoffen of ijzer voorkomen de vorming van gameten. De mannelijke gametofyten vormen bosjes kleurloze, eencellige antheridia aan de uiteinden van de takken, die elk een enkele spermatozoïde met twee flagellen vrijgeven. Bij vrouwelijke gametofyten kan elke cel zich ontwikkelen tot een eencellig oogonium en een enkele eicel vormen (met rudimentaire flagel). De eicel hecht aanvankelijk aan het oogonium en komt meestal vrij in de eerste 30 minuten na het donker. De eicellen scheiden tegelijkertijd het feromoon lamoxiren af, dat de zaadcellen van de antheridia naar de eicellen trekt. Na bevruchting zinkt de zygote en ontkiemt tot een jonge sporofyt.
De jonge planten worden voor het eerst vruchtbaar als ze twee of drie jaar oud zijn. De levenscyclus van Laminaria wordt sterk beïnvloed door de seizoenen. De tijd van de sterkste groei is de lente. De sori daarentegen komt bij de meeste soorten in de herfst en winter voor, veroorzaakt door de kortere daglengte en dalende temperaturen. Slechts enkele soorten (Laminaria digitata, L. ochroleuca en de kortlevende L. rodriguezii en L. ephemera) zijn vruchtbaar in de zomer.

## Ecologie
Laminaria-soorten spelen een belangrijke rol in het ecosysteem van de kelpbossen, aangezien ze een leefgebied vormen voor talrijke soorten algen, dieren en micro-organismen. Sommige micro-organismen veroorzaken algenziekten en beschadigen Laminaria, andere beschermen het oppervlak tegen rot of gifstoffen of hebben een groeibevorderend effect. Sommige microscopisch kleine algen leven als endofyten in de laminaire sporofyten, bijvoorbeeld Laminariocolax en Laminarionema. Talrijke epifytische algen, vooral roodwieren, groeien vaak op de stengels. Op Laminaria leven veel epifytische dieren en het hechtende orgaan vertoont een bijzondere diversiteit aan soorten. Aan de andere kant werden zeer hoge aantallen individuen gevonden op de stengels, soms zijn er meer dan 7000 individuen te vinden op een enkele Laminaria-stengel. De phylloïde wordt voornamelijk bedekt door het mosdier Membranipora membranacea.
De microscopisch kleine Laminaria-gametofyten werden ook aangetroffen als endofyten in roodwieren. Van de soorten die zich voeden met Laminaria hebben de zee-egels de sterkste invloed. Vooral zee-egels van het geslacht Strongylocentrotus, die zich massaal hebben voortgeplant na overbevissing, kunnen hele kelpbossen verslinden en volledig vernietigen, waarbij alleen de kale bodem overblijft. Vissen, slakken en weekdieren voeden zich ook met Laminaria.

## Voorkomen
Het geslacht Laminaria komt voornamelijk voor in de koele, gematigde wateren van de noordelijke Stille Oceaan, de Noord-Atlantische Oceaan (ook in de Noordzee, de Oostzee en de Middellandse Zee) en de Zuid-Atlantische Oceaan. Het is afwezig in het westen van Zuid-Amerika, Australië en Antarctica. Moleculair-genetische studies suggereren dat de soorten in de Atlantische Oceaan en de Stille Oceaan 15 tot 19 miljoen jaar geleden van elkaar gescheiden waren. Laminaria groeit op rotsachtige ondergrond in het sublitoraal, waar het uitgestrekte kelpbossen vormt. Hij kan van de laagwaterlijn doordringen tot een zeediepte, waarin nog minimaal 1% van het licht beschikbaar is. Daarom hangt hun maximale diepte af van de transparantie van het water. In het troebele water van de Noordzee is Laminaria hyperborea beperkt tot een diepte van hoogstens 8 meter. Laminaria ochroleuca en Laminaria rodriguezii in de Middellandse Zee en Laminaria brasiliensis voor de kust van Brazilië, bereiken de diepste plekken tot 95 meter in helder water.

## Ingrediënten
Laminaria-soorten accumuleren jodium tot 30.000 keer het gehalte in zeewater. Dit maakt ze de krachtigste jodiumaccumulatoren van alle levende wezens. Het jodiumgehalte van Laminaria digitata kan 0,25 tot 5% droge stof bedragen. De metalen koper, mangaan en ijzer worden ook verrijkt en gebruikt als sporenelementen voor de activering van enzymen of voor het transport van elektronen tijdens fotosynthese. De fycocolloïden alginaat en fucoidan worden aangetroffen in de celwanden. Laminaran en mannitol worden gebruikt als opslagkoolhydraten.

## Gebruik
Laminaria-soorten zijn van groot economisch belang als leverancier van alginaat. In Europa worden hiervoor voornamelijk natuurlijke voorraden geoogst. In 2005 wordt een productie van 154.000 ton gegeven voor Noorwegen (Laminaria hyperborea) en voor Frankrijk ongeveer 75.000 ton (vooral Laminaria digitata). Andere ingrediënten uit Laminaria worden op verschillende manieren gebruikt, bijvoorbeeld voor cosmetica, voor voedingssupplementen, als remedie, als toevoeging aan diervoeder en als meststof. Omdat Laminaria zeer vochtabsorberend is en daarbij uitzet wanneer het vloeistoffen absorbeert, wordt het in de gynaecologie gebruikt in de vorm van een stok om te helpen bij bepaalde procedures, b.v. curettages om de baarmoederhals te openen. Laminaria kunnen ook ingezet worden voor biologische sanering (bioremediatie) bij vervuiling of eutrofiëring, of om erosie van kusten tegen te gaan. Ze kunnen ook worden gebruikt als bioreactor in de moleculaire biotechnologie of als hernieuwbare grondstof (brandstofvervanger).

## Soorten
- Laminaria abyssalis A.B.Joly & E.C.Oliveira, in de Zuid-Atlantische Oceaan (diep water voor Brazilië)
- Laminaria agardhii Kjellman: in het noordwesten van de Atlantische Oceaan (Canada)
- Laminaria appressirhiza J.E.Petrov & V.B.Vozzhinskaya: in de Noordwestelijke Stille Oceaan (Zee van Okhotsk)
- Laminaria brasiliensis A.B.Joly & E.C.Oliveira: in de Zuid-Atlantische Oceaan (diep water voor Brazilië)
- Laminaria bullata Kjellman: in de noordelijke Stille Oceaan (Beringzee)
- Laminaria complanata (Setchell & N.L.Gardner) Muenscher: in de noordoostelijke Stille Oceaan (beperkt tot Washington en British Columbia)
- Laminaria cordata E.Y.Dawson: in de North Pacific (Californië)
- Laminaria digitata (Hudson) J.V.Lamouroux): in de Noord-Atlantische Oceaan, Noordzee en Oostzee
- Laminaria ephemera Setchell: in de noordoostelijke Stille Oceaan
- Laminaria farlowii Setchell: in de noordoostelijke Stille Oceaan
- Laminaria hyperborea (Gunnerus) Foslie): in de Noord-Atlantische Oceaan, Noordzee en Oostzee
- Laminaria inclinatorhiza J.E.Petrov & V.B.Vozzhinskaya: in de Noordwestelijke Stille Oceaan (Zee van Okhotsk)
- Laminaria longipes Bory de Saint-Vincent: in de noordoostelijke Stille Oceaan
- Laminaria nigripes J.Agardh: in de Noord-Atlantische Oceaan (Arctisch)
- Laminaria ochroleuca Bachelot de la Pylaie: in de noordoostelijke Atlantische Oceaan en de Middellandse Zee
- Laminaria pallida Greville: in de zuidelijke Atlantische Oceaan
- Laminaria platymeris Bachelot de la Pylaie: in het noordwesten van de Atlantische Oceaan (Maine, Massachusetts, Newfoundland)
- Laminaria rodriguezii Bornet: in de Middellandse Zee
- Laminaria ruprechtii (Areschoug) Setchell
- Laminaria setchellii P.C.Silva: in de noordoostelijke Stille Oceaan
- Laminaria sinclairii (Harvey ex J.D.Hooker & Harvey) Farlow, Anderson & Eaton: in de noordoostelijke Stille Oceaan
- Laminaria solidungula J.Agardh: in de Noord-Atlantische Oceaan (Arctisch)
- Laminaria yezoensis Miyabe: in de noordelijke Stille Oceaan